# منشأة الحاج
قرية منشاة الحاج هي إحدى القرى التابعة لمركز أهناسيا في محافظة بني سويف في جمهورية مصر العربية. حسب إحصاءات سنة 2006، بلغ إجمالي السكان في منشاة الحاج 8060 نسمة، منهم 4085 رجل و3975 امرأة.